# Ricardo Brandon
Ricardo Ismael Brandon Bogado (Paysandú, Uruguay; 3 de octubre de 1946-San Luis Potosí, México; 17 de noviembre de 2016) fue un futbolista uruguayo que jugaba en la posición de delantero centro y poseedor de un fuerte disparo con la pierna derecha así como una técnica individual y capacidad para desmarcarse en el área grande.

## Trayectoria
Inició su carrera profesional en 1968 en el Liverpool de Montevideo y formó parte del recién formado Atlético Español en 1971, el cual comenzó a jugar como sucesor del Club Necaxa en la temporada 1971-72 de la Liga Mexicana. Estuvo bajo contrato con el Atlético Español hasta finales de febrero de 1976 y luego pasó al CD Veracruz, rival de la liga.
Lo curioso de este cambio fue que fue utilizado por ambos clubes en la jornada 18 de la temporada 1975-76; primero en un partido entre los Toros y apenas unos días después para los Tiburones Rojos. En 1978 pasó al Deportivo Toluca y luego de una estadía de dos años en los Diablos Rojos, estuvo una temporada cada uno en los clubes mexicanos Atlético Potosino, Atletas Campesinos y CF Oaxtepec.
Trabajó en México durante un total de doce años, anotó un total de 172 goles, lo que lo convirtió en el goleador uruguayo más exitoso en México.

## Clubes
| Club               | País    | Año       |
| ------------------ | ------- | --------- |
| Liverpool          | Uruguay | 1968-1971 |
| Atlético Español   | México  | 1971-1976 |
| Veracruz           | México  | 1976-1978 |
| Toluca             | México  | 1978-1980 |
| Atlético Potosino  | México  | 1980-1981 |
| Atletas Campesinos | México  | 1981-1982 |
| Oaxtepec           | México  | 1982-1983 |

## Palmarés

### Títulos internacionales
| Título                           | Equipo           | País    | Año  |
| -------------------------------- | ---------------- | ------- | ---- |
| Copa de Campeones de la Concacaf | Atlético Español | Surinam | 1975 |